# Ute Holl
Ute Holl (* 1960 in Lübeck) ist eine deutsche Autorin, Filmemacherin und Professorin für Medienwissenschaft an der Universität Basel. 

## Leben
Ute Holl studierte Geisteswissenschaften in Freiburg im Breisgau und Rom und war unabhängige Filmemacherin sowie Redakteurin beim NDR. Sie forschte und lehrte in Weimar, Berlin und Köln, bevor sie ab 2009 den Lehrstuhl für Medienästhetik an der Universität Basel aufbaute.
Sie schrieb und inszenierte gemeinsam mit dem Filmemacher Peter Ott die Filme Traum, Wolken, Off, Exil # 1-7 (G20 Remix) (2017) und den Film Die Amitié (2023).

## Schriften
- Kino, Trance und Kybernetik. Berlin, Brinkmann und Bose, 2002, ISBN 9783922660798
- Der Moses-Komplex Politik der Töne, Politik der Bilder. Zürich, Diaphanes, 2014, ISBN 978-3037343241
- Cinema, Trance and Cybernetics. Amsterdam, Recursions, 2017

Als Herausgeberin
- Radiophonic Cultures. Heidelberg/Berlin, Kehrer 2018
- Oberflächen und Interfaces. Ästhetik und Politik filmischer Bilder. Paderborn, Eikones 2018
- mit Matthias Wittmann, Memoryscapes. Filmformen der Erinnerung, Zürich 2014

## Filme
- 2017: Traum, Wolken, Off, Exil # 1-7 (G20 Remix)
- 2023: Die Amitié zusammen mit Peter Ott